# Daphoenositta papuensis
La sittella papua (Daphoenositta papuensis (Schlegel, 1871)) è un uccello passeriforme della famiglia Neosittidae.

## Etimologia
Il nome scientifico della specie, papuensis, è un chiaro riferimento all'areale di distribuzione di questi uccelli: il loro nome comune altro non è che la traduzione di quello scientifico.

## Descrizione

### Dimensioni
Misura 10–14 cm di lunghezza, per 8-20 g di peso.

### Aspetto

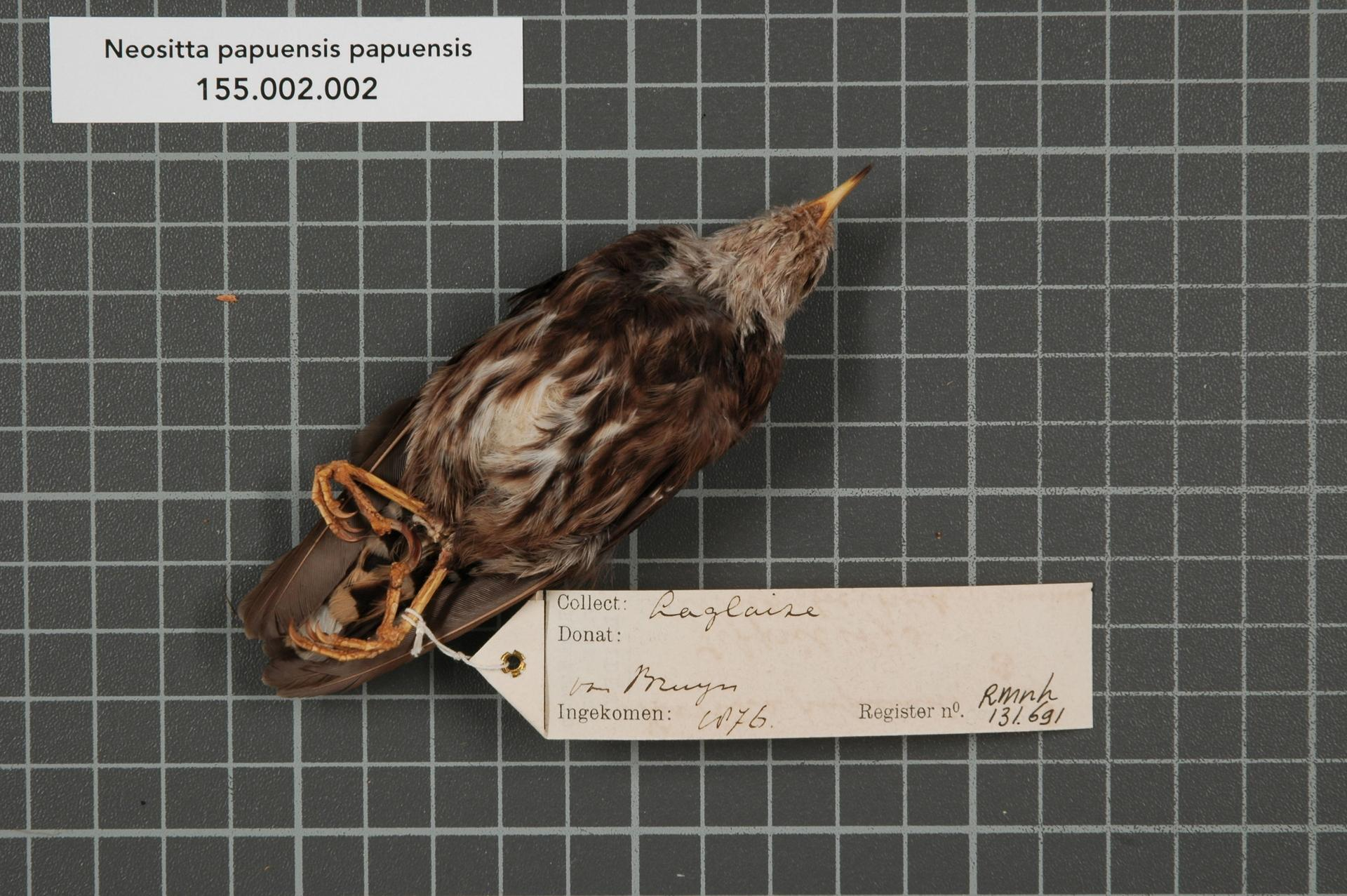
Veduta ventrale di maschio impagliato.

Si tratta di uccelletti dall'aspetto tozzo e paffuto, con grossa testa squadrata dai grandi occhi, corto collo (sicché la testa appare direttamente incassata nel tronco), becco sottile e allungato lievemente ricurvo verso l'alto, zampe corte ma grandi con lunghe dita e forti artigli: la coda è molto corta e squadrata: nel complesso, questi uccelli ricordano molto alcune sottospecie dell'affine sittella varia, rispetto alla quale presentano colorazione dorsale più scura e mancanza dello specchio colorato sulle ali.
Il piumaggio è biancastro o grigio-nerastro sulla testa, mentre la gola è sempre bianca: il petto ed il dorso sono di colore bruno-grigiastro, con le singole penne munite di una linea longitudinale nera sulla punta a dare un effetto screziato, mentre il ventre, i fianchi ed il sottocoda sono bianco-grigiastri col medesimo effetto. Le ali e la coda sono nere.
Gli occhi sono di colore ambrato con cerchio perioculare glabro e giallo: gialle sono anche le zampe, mentre il becco presenta metà distale nera e metà basale di color giallo-arancio.

## Biologia
Si tratta di uccelli essenzialmente diurni, che si muovono durante il giorno in coppie o in gruppetti di 4-10 individui, generalmente legati fra loro da legami di consanguineità (solitamente una coppia riproduttice coi figli di varie covate precedenti), passando la maggior parte della giornata fra i rami della canopia alla ricerca di cibo e facendo ritorno sul far della sera verso posatoi comuni dove passare la notte al riparo dai predatori.

## Alimentazione
La sittella papua è un uccello insettivoro, che cerca il cibo esplorando col becco le spaccature e le scanalature della corteccia dei rami orizzontali alla ricerca di tane o animali nascosti da catturare e mangiare.

### Riproduzione
Le modalità riproduttive di questa specie rimangono completamente ignote, tuttavia si ha motivo di pensare che esse non differiscano in maniera significativa, per modalità e tempistica, da quelle delle altre sittelle.

## Distribuzione e habitat
Come intuibile sia dal nome comune che dal nome scientifico, la sittella papua è endemica della Nuova Guinea, della quale occupa tutto l'asse montuoso centrale, oltre che i monti Arfak nel nord-est e la penisola di Huon nel centro-est.
L'habitat di questi uccelli è rappresentato dalla foresta pluviale montana fra i 1400 ed i 2200 m di quota: talvolta la si osserva anche al di sopra di tale valore, nella foresta nebulosa, dove tuttavia viene sostituita dalla congenere sittella nera.

## Tassonomia
Se ne riconoscono quattro sottospecie:
- Daphoenositta papuensis papuensis (Schlegel, 1871) - la sottospecie nominale, diffusa nella penisola di Doberai;
- Daphoenositta papuensis toxopeusi (Rand, 1940) - diffusa negli altipiani centro-occidentali della Nuova Guinea (pendici meridionali dei Sudirman e area del monte Hagen);
- Daphoenositta papuensis alba (Rand, 1940) - diffusa sulle pendici settentrionali e occidentali dei Sudirman;
- Daphoenositta papuensis albifrons (Ramsay, 1883) - diffusa nella penisola di Huon e nei monti Owen Stanley.

Alcuni autori riconoscerebbero anche le sottospecie intermedia dell'area dei laghi Paniai (sinonimizzata con alba) e wahgiensis delle Terre Alte (sinonimizzata con toxopeusi).

In passato, la sittella papua veniva considerata una singola sottospecie della sittella varia, col nome di D. c. papuensis (o Neositta chrysoptera papuensis): le differenze in termini di nicchia ecologica favorita, morfologia, colorazione e soprattutto vocalizzazioni hanno fatto sì che questi uccelli venissero elevati al rango di specie a sé stante.